# موهلنفلیس
موهلنفلیس (به آلمانی: Mühlenfließ) یک شهر در آلمان است که در پوتسدام-میتلمارک واقع شده‌است. موهلنفلیس  ۹۸۰ نفر جمعیت دارد.